# Parada oszustów
Parada oszustów (Wörtlich: Betrüger Parade) ist eine polnische Reihe von Fernsehfilmen von 1977–78. Sie besteht aus vier Filmen.

## Liste der Episoden
1. Mistrz zawsze traci (Der Meister verliert immer)
2. Jaguar 1936 (Jaguar 1936)
3. Tajny detektyw (Geheimer Detektiv)
4. Ładny gips (wörtlich: Schöner Gips; unübersetzbar ins deutsche Wortspiel).